# ハッスルMAN'Sワールド
ハッスルMAN'Sワールド（ハッスル・マンズ・ワールド）は、かつて存在した日本のプロレス団体。

## 歴史
2010年7月21日、プロレス団体の設立を発表（旗揚げ戦までに正式な法人登記を行う予定だった）。代表には坂田亘が就任するほか、経営面を担当するCEOとして元新日本プロレス社長の草間政一が就任。発足時点で所属選手は坂田を含め3名と非常に小規模な形でスタートする。9月10日、新宿FACEで旗揚げ戦を行った。また7月に「ハッスルの兄弟イベント」としてスタートした小規模興行「ジェッツ」についても関わりを持つと見られる。
2011年3月、長らくハッスルを支えた山口日昇がいつもの失踪癖により離脱（現在は出版界に戻り「KAMINOGE」を編集）。また坂田亘も離脱と一部報道にあったが、坂田本人は離脱を否定（後の「ハッスルMAN'Sワールド6」で復活参戦した）。直後のイベント「ハッスルMAN'Sワールド#5」は、山口・坂田のツートップ不在の中、強行された。以降はファースト・オン・ステージ及びプロレスリングZERO1との協力関係を強化しつつ継続する方向（4月23日の大会は中止とされてZERO1に振り替えられた）。5月28日、「ハッスルMAN'Sワールド6」ではハッスル軍解散を懸けた試合が組まれるも勝利して解散は免れたが、それ以降は自主興行が行われなくなった。11月9日、ZERO1後楽園大会にて12月8日、ZERO1新宿大会より活動を再開することが発表され、提供試合が組まれた。この時点では坂田は離脱済み。その後もZERO1に試合提供を続ける他、KAIENTAI DOJOにも参戦している。
2012年3月2日、中村カントクより「終結宣言」が下され、「ハッスルMAN'Sワールド」の活動は一区切りとなった。これに伴い、2004年から続いた「ハッスル」ブランドの興行は事実上消滅となったが、選手はハッスルマンズワールド所属のままそれぞれZERO1以外の他団体に参戦していくことを宣言。4月1日に若鷹ジェット信介は株式会社エクスカリバーを設立し、上田祐介（@UEXILE）もエクスカリバーと契約。9月にエクスカリバーが管理するTAKESHIBAコロシアム（ZERO1道場。かつてはハッスルが使用した時期もあった）で開催された「若大将CUP」では若鷹ジェット信介監督の「HMW☆極軍」を結成し、上田も一員として再デビューを果たした。
その後、2人はともにハッスルMAN'Sワールド（エクスカリバー）所属のまま出身地である福岡に戻り、華☆激、九州プロレス、FTOなど九州のローカルインディやK-DOJO福岡大会に参戦。若鷹ジェット信介は、ハッスルMAN'Sワールド最終興行をハッスル旗揚げの場であるさいたまスーパーアリーナで開催することを目指した。
崔領二がランズエンドを立ち上げて以降は若鷹・上田ともに参戦し、ランズエンドの興行内でハッスルMAN'Sワールドを継承していた。2016年12月19日のランズエンド新木場大会で解散を宣言、「（同年末のRIZINへ参戦する）坂田へ届くように」とハッスルポーズを行った。若鷹・上田はエクスカリバーからランズエンドへ移籍。

## 最終所属選手
- 若鷹ジェット信介
- @UEXILE（現：ウエザイル）

## スタッフ

### レフェリー
- 笹崎勝己（プロレスリングZERO1）

### リングアナウンサー
- オッキー沖田（プロレスリングZERO1）

## 歴代所属選手
- 坂田亘